# Castillo de Locubín
Castillo de Locubín é um município da Espanha na província de Jaén, comunidade autónoma da Andaluzia, de área 104 km² com população de 4887 habitantes (2007) e densidade populacional de 48,82 hab/km².

## Demografia
| Variação demográfica do município entre 1991 e 2004 | Variação demográfica do município entre 1991 e 2004 | Variação demográfica do município entre 1991 e 2004 | Variação demográfica do município entre 1991 e 2004 |
| --------------------------------------------------- | --------------------------------------------------- | --------------------------------------------------- | --------------------------------------------------- |
| 1991                                                | 1996                                                | 2001                                                | 2004                                                |
| 5722                                                | 5667                                                | 5016                                                | 5002                                                |